# فريدريك ليونارد
فريدريك ليونارد (بالإنجليزية: Frederick C. Leonard)‏ (و. 1896 – 1960 م) هو عالم فلك من الولايات المتحدة الأمريكية . ولد في ماونت فيرنون .
توفي في لوس أنجلوس، عن عمر يناهز 64 عاماً.

## التعليم
تعلم في جامعة شيكاغو، وجامعة كاليفورنيا، بركلي

## مناصب وهيئات
أدار جامعة كاليفورنيا، لوس أنجلوس.